# Rio Agno
Rio de 205 km de extensão no Norte da ilha de Luzon, nas Filipinas. Nasce nas montanhas da Cordilheira Central, corre para sul através de planícies férteis (onde o rio deposita aluviões durante as cheias anuais) e desagua no golfo de Lingayen, um braço de mar da China Meridional. É fonte abundante de peixe de água doce, e no seu curso superior foram construídas barragens em Binga e Ambuklao para obtenção de energia hidroeléctrica. 